# Алкен (једињење)
Алкени су органска једињења из групе незасићених угљоводоника код којих се јавља најмање једна двострука хемијска веза између атома угљеника (C=C). Алкени као и алкани граде хомологи ред чији се суседни чланови разликују за по једну CH2 групу. Сваки атом угљеника повезан је са два атома водоника, а угљеникови атоми који граде двоструку везу међусобно су повезани са два електронска пара. Та двострука веза између угљеникових атома представља функционалну групу алкена.
Речи алкен и олефин често се употребљавају као синоними (погледајте одељак номенклатуре испод). Ациклични алкени, са само једном двоструком везом и ниједном другом функционалном групом, познати као моноени, формирају хомологни низ угљоводоника са општом формулом C2. Алкени имају два атома водоника мање од одговарајућих алкана (са истим бројем атома угљеника). Најједноставнији алкен има формулу  који носи назив етен. Општа формула алкена је , при чему етен је име Међународне уније за чисту и примењену хемију (IUPAC). Ово органско једињење се производи индустријски у великим количинама. Ароматична једињења су често изведена као цикличних алкена, али њихове структуре и својства су различита и не сматрају се алкенима.
Алкени који садрже две двоструке везе називају се диени. Алкени са више од две двоструке везе (триени, тетраени итд.) се уопштено називају полиени.
Ароматична једињења се често приказују као циклични алкени, међутим њихова структура и својства су довољно различите да се не класификују као алкени или олефини. Угљоводоници са две двоструке везе које се преклапају (C=C=C) називају се аленима — најједноставније такво једињење се само назива ален  — а они са три или више преклапајућих веза (C=C=C=C, C=C=C=C=C, итд.) називају се кумулени.

## Номенклатура алкена
По ЈУПАКовој номенклатури имена алкена се изводе из имена одговарајућих алкана са истим бројем угљеникових атома, тако што се одбија наставак -ан и на његово место додаје наставак -ен. Положај двоструке везе се означава бројем првог угљениковог атома за кога је везана двострука веза. Нумерисање атома угљеника се врши бројевима тако да су угљеникови атоми на којима се јавља двострука веза обележени најмањим могућим бројевима. Тај број се ставља испред имена алкена. Ако је алкен рачваст обележавање се врши на исти начин као и код алкана.
| 6 5 4 3 2 1 1-хексен | CH3 \| 6 5 4 3 2 1 4-метил-1-хексен | CH3 \| 6 5 4 3 \|2 1 CH2CH3 2-етил-4-метил-1-хексен |

| етен    |             |
| пропен  |             |
| -бутен  |             |
| -пентен |             |
| -хексен |             |
| -хептен |             |
| -октен  |             |
| -нонен  |             |
| -декен  | -{C10H20 }- |

### Нестандардна имена
Сви алкени имају универзална имена која дефинисана ЈУПАК-овом номенклатуром, али неки алкени су познатији по својим уобичајеним именима:
|                   |        |          |                |
| IUPAC-ово име:    | Етен   | Пропен   | 2-Метил-пропен |
| Уобичајена имена: | Етилен | Пропилен | Изобутан       |

## Изомерија
Код алкена постоји изомерија, тј. два алкена са истом молекулском формулом могу се разликовати по структури или просторном распореду атома унутар самог молекула алкена. На тај начин се могу разликовати структурна и геометријска (Cis-trans) изомерија.

### Структурна изомерија
Поред изомерије низа присутне код алкана код алкена постоји и изомерија условљена положајем двоструке везе. Такви изомери се јављају код алкена са четири или више атома угљеника у молекулу. За случај са четири атома, тј. за бутен, постоји два изомера те врсте:
{\displaystyle CH_{2}{=}CH{-}CH_{2}{-}CH_{3}} - 1-бутен
{\displaystyle CH_{3}{-}CH{=}CH{-}CH_{3}} - 2-бутен

### изомерија
Код алкена поред структурне постоји и геометријска изомерија. Иако два алкена могу делити исту структурну формулу између њих може постојати разлика изражена у просторном распореду молекула. Јавља се код несиметрично супституисаних алкена због спречене ротације око двоструке везе. У том смислу разликују се cis и trans геометријски изомери.

## Налажење и добијање
Алкани се могу наћи у неким врстама нафте, али у веома малим количинама јер су доста реактивни. Најпростији алкени као нпр: етен, пропен и бутен у великим количинама производе се краковањем нафте. У лабораторијама алкени се најчешће добијају елиминацијом атома или атомских група са суседних угљеникових атома.
- Добијања:
  - Краковање алкана. Тако на пример краковањем етана настаје етен:

{\displaystyle \mathrm {CH_{3}{-}CH_{3}\longrightarrow CH_{2}{=}CH_{2}+H_{2}} }
- - Дехидратацијом алкохола, односно елиминацијом воде из истог:

{\displaystyle \mathrm {CH_{3}{-}CH_{2}{-}OH\longrightarrow CH_{2}{=}CH_{2}+H_{2}O} }
- - Елиминација халогеноводоника из халогеналкана:

{\displaystyle \mathrm {CH_{3}{-}CH_{2}{-}CH_{2}{-}Cl+KOH\longrightarrow CH_{3}{-}CH{=}CH_{2}+KCl+H_{2}O} }

## Реактивност
Алкени су доста реактивнији од алкана. Реактивност алкена је последица двоструке везе између угљеникових атома. Производи реакције алкена су углавном стабилнији него супстрат.
Они подлежу реакцијама:
1. оксидације (сагоревањем и помоћу оксидационих средстава):

1. полимеризације
2. адицији (на пример додавања гасовитог хлора, хлороводоника, воде).

### Адиционе реакције алкена
- адиција водоника - У присуству катализатора платине или паладијума алкени се једине са водоником на собној температури. Овај поступак се назива каталитичко хидрогеновање. Тако долази до реакције између етена и водоника, при чему се гради етан.

- адиција халогеноводоника - Бромоводоник у гасовитом агрегатном стању се адира на алкене на собној температури без присуства катализатора градећи засићено једињење:

Механизам те реакције изгледа овако:
Када се адиција врши на алкен, чији атоми угљеника везани двоструком везом не садрже исти број водоникових атома, онда се водоник из реангенса везује за онај угљеников атом који има више везаних водоникових атома.
- адиција сулфатне киселине - Сулфатна киселина се адира на алкене на исти начин као и хлороводоник (по Маркониковљевом правилу[14])

```

                         |
                         
```

- Адиција воде - Под нормалним условима вода не реагује са алканима, али уколико је присутна сулфатна киселина вода се адира по Марковниковљевом правилу.

```

                     |
                     
```

- Адиција халогена - Халогени се под нормалним условима веома брзо адирају на двоструку везу алкена:

```

                     |  |                     
                     
```

или
Механизам реакције халогеновања изгледа овако:

### Оксидација
- Сагоревање алкена. Алкени као и алкани сагоревају на ваздуху услед чега настаје угљен-диоксид и вода. Услед ове реакције ослобађа се топлотна енергија.

- Реакција са оксидационим средствима. Тако у присуству калијум-перманганата на собној температури долази до реакције:

```

                           |  |
                           
```

### Полимеризација
Као што могу да адирају друге молекуле алкени под одређеним условима могу да се адирају и међусобно. Међусобним адирањем алкена настају хемијска једињења великих молекулских маса која се називају полимери. Молекули из којих настаје полимер називају се мономери. Полимери су једињења великих молекулских маса која настају сједињавањем великог броја мономера. Реакција у којој настају полимери назива се полимеризација. У случају алкена углавном се одиграва адициона полимеризација. У општем случају реакција полимеризације за алкене се може писати овако:
{\displaystyle {\mathsf {n\ CH_{2}\!\!=\!\!CH_{2}}}\rightarrow {\mathsf {-[-\!CH_{2}\!\!-\!\!CH_{2}\!-]_{n}-}}}
Услед полимеризације алкена најчешће настају пластичне масе. У Србији најпознатији полимер који се производи је полиетен. То је пластична маса која се користи за паковање у трговини и индустрији, за производњу изолационих материјала, за производњу цеви итд. Код нас се полиетен производи у Петрохемији Панчево. Такође је познат и полипропен који се производи у Хиполу Оџаци.

## Физичке особине
Физичке особине алкена су веома сличне физичким особинама алкана са истим бројем атома угљеника. Алкени са мањим бројем угљеникових атома су гасови, са више течности или чврсте супстанције. Алкени се не растварају у неорганским растварачима (нпр. вода), а растварају се у органским (алкохоли).

## Хемијске особине
Реактивност алкена потиче од π везе јер се електронски облак налази изнад и испод равни молекула и лако ступа у реакцију са другим реагенсима. Други разлог реактивности је што π електрони нису део угљениковог скелета и π веза се лако раскида при повољном судару са реагенсом, а да скелет угљениковог атома остане непромењен.